# Vraca
Vraca (in bulgaro Враца?) è una cittadina di 52 600 abitanti nel della Bulgaria nord-occidentale, facente parte della regione di Vraca. È il centro amministrativo del comune omonimo, circa 112 km a nord di Sofia.

## Geografia fisica
Sorge ai piedi dei Monti Balcani, a 370 metri sul livello del mare, in una zona ricca di formazioni rocciose e caverne. Bagnata dal fiume Leva, copre una superficie di 212 km².

## Storia
Le radici della città risalgono ai Traci. I Romani la chiamavano Valve (dal latino: "porta di una fortezza"), per via della presenza di uno stretto passaggio nel punto in cui era collocato il cancello di accesso alla fortezza, cancello che compare ancora oggi nel gonfalone cittadino.
Dopo la caduta di Roma, divenne parte dell'Impero bizantino e alla fine del VI secolo d.C. accolse le popolazioni slave meridionali, provenienti dalla Pannonia e dalla Dacia, situate a nord. Malgrado questo, rimase sotto il controllo bizantino.
Nel VII secolo d.C. i Proto-bulgari e gli Slavi meridionali fondarono il Primo Impero bulgaro, di cui la slava Vraca divenne un punto nevralgico, fungendo da nodo strategico in prossimità del confine meridionale dello stato. La città divenne celebre come centro di produzione della terracotta, per le sue miniere d'oro e d'argento e per la sua importanza militare.
Nell'VIII secolo d.C. l'esercito dei Bulgari conquistò Sofia, evento dopo il quale Vraca perse progressivamente il proprio ruolo nevralgico a vantaggio della futura capitale della Bulgaria, pur tornando a rivestire un ruolo chiave nella resistenza contro le invasioni di Bizantini, Serbi e Magiari nel Medioevo.
Il 1º maggio 1966, nel villaggio di Sgorigrad, presso Vraca, una diga di contenimento del materiale derivante da attività estrattive collassò, causando un'alluvione di fango e detriti che uccise 488 persone. Resta uno dei più grandi disastri nella storia della città, insieme con l'incendio del 30 settembre 1923 e al bombardamento degli anglo-americani del 23 gennaio 1944.

## Amministrazione

### Gemellaggi
- Craiova[2]

## Località
Il comune è formato dall'insieme delle seguenti località:
- Vraca (sede comunale)
- Banica
- Beli izvor
- Čelopek
- Čiren
- Devene
- Goljamo Peštene
- Gorno Peštene
- Kostelevo
- Liljače
- Ljutadžik
- Malo Peštene
- Mramoren
- Nefela
- Ohoden
- Pabolče
- Tiševica
- Tri kladenci
- Vărbica
- Veslec
- Virovsko
- Vlasatica
- Zgorigrad

## Sport

### Calcio
La squadra principale della città è il Profesionalen Obštinski Futbolen Klub Botev Vraca.